# Prosper de Reggio
Prosper de Reggio, mort le 25 juin 466 à Reggio d'Émilie est un évêque qui est vénéré comme saint par l'Église catholique.

## Biographie
L'on sait peu de chose de sa vie, mais les documents écrits attestent qu'il fut évêque de Reggio au Ve siècle. Deux homélies du Xe siècle font également mention de lui, l'une pour son hagiographie et l'autre au moment de la translation de son corps,. Il dut affronter la barbarie des Huns, commandés par Attila, et qui voulurent assiéger la ville de Reggio dont il était évêque ; toutefois selon une intervention providentielle, invoquée par saint Prosper, ils se détournèrent de la ville n'ayant pas trouvé ses murs cachés par le brouillard, phénomène climatique fréquent dans la région. Il est loué pour son sens de la charité et devient le saint patron de Reggio. Une église de la ville, la basilique Saint-Prosper, lui est dédiée.

## Culte
Sa vénération est très ancienne, depuis sa mort ; elle s'étend dans le reste de l'Italie à partir du XIe siècle. Son souvenir se répand à Parme, Bologne, Lucques, Pérouse et ailleurs et ce ne sont pas moins de trente-et-une églises et chapelles qui lui sont consacrées pendant le Moyen Âge. Cependant après le concile de Trente, sont culte ne reste vivace que dans la région de Reggio. Le diocèse de Reggio d'Émilie-Guastalla en fait mémoire au niveau local, le 24 novembre ; mais le 25 juin est le jour de sa fête dans le Martyrologe romain.

## Reliques
Ses reliques sont translatées en 703 dans une autre église qui lui est consacrée à Reggio par l'évêque Thomas. En 962, l'évêque de Reggio, Ermenaud, les transfère dans la cathédrale de Reggio, pendant que l'on construit une nouvelle église qui lui est dédiée. Elle est terminée en 979 et consacrée par le pape Grégoire V en 997. L'église est reconstruite au XVIe siècle et son corps placé sous le maître-autel.

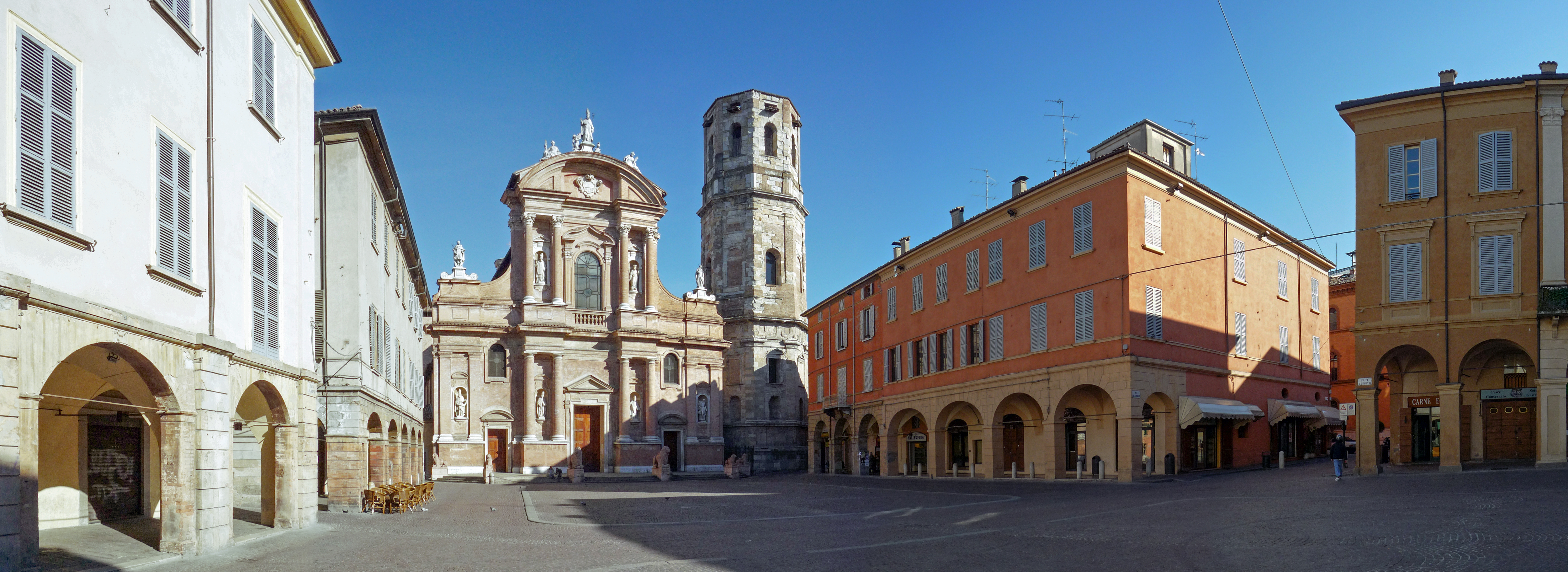
La place San Prospero à Reggio d'Émilie, avec la basilique de son saint patron.